# たった一人のあなたのために
『たった一人のあなたのために』（My One and Only）は、2009年のアメリカ映画。レネー・ゼルウィガー主演作品。

## 概要
ジャズミュージシャンの夫の浮気現場を目撃したために家を出て、結婚相手を探す母親と、仕方なくそんな母親と一緒にアメリカ横断の旅に同行する二人の息子をコミカルに描いたロードムービーである本作。俳優として活躍するベテランのジョージ・ハミルトンの少年時代の母親との関係をベースに制作された。二人の息子を連れて家を出る気丈で頑固な母親にはアカデミー賞を獲得したレネー・ゼルウィガー、女好きのジャズマン亭主にはケヴィン・ベーコン、母親に振り回される息子にはローガン・ラーマンなど個性派俳優が出演している。監督は、テレビ出身のイギリス人監督リチャード・ロンクレインが務めた。

## あらすじ
1953年のニューヨーク。ある日、旅行に出かけていたアン・デヴロー（レネー・ゼルウィガー）が一日早く帰宅すると、夫でジャズマンのダン（ケヴィン・ベーコン）と若い娘の浮気現場に遭遇。それを見たアンは、即座に夫に別れを告げて息子であるジョージ（ローガン・ラーマン）とロビー（マーク・レンドール）を連れて新たな夫を探しに旅に出る。若かれし頃に持った数々の恋愛経験を武器に様々な男との出会いに成功するが、どの男も欠陥だらけ。米軍勤務のハーラン（クリス・ノース）は、息子との確執から粗暴な本性をあらわにさせるし、かつての恋人だった男は事業に失敗して無一文。しかもアンの持ち金まで持ち去ってしまう。その後、別の出会いを求めてセントルイスへ向かうも、姉のホープ（ロビン・ウィーガード）ら夫婦からは冷たくあしらわれ、まあまあなランクだった夫候補のビル（デヴィッド・ケックナー）も、実は女に弱いだけの所帯持ちというオチで結婚話はパーに。結局、何もかも上手くいかず途方に暮れたアンたちは、夢の都ハリウッドを目指すのだが…。

## キャスト・スタッフ

### 出演者
- アン・デヴロー：レネー・ゼルウィガー Renée Zellweger
- ダン・デヴロー：ケヴィン・ベーコン Kevin Bacon
- ジョージ・デヴロー：ローガン・ラーマン Logan Lerman
- ロビー：マーク・レンドール Mark Rendall
- ハーラン・ウィリアムス：クリス・ノース Chris Noth
- バド：ニック・スタール Nick Stahl
- ウォレス：スティーヴン・ウェバー Steven Weber
- ビリー・マッセイ：デヴィッド・ケックナー David Koechner
- チャーリー：エリック・マコーマック Eric McCormack
- ホープ：ロビン・ワイガート Robin Weigert

### スタッフ
- 監督：リチャード・ロンクレイン
- 制作総指揮：ジョージ・ハミルトン
- 製作：アーロン・ライダー、ノートン・ヘリック
- 脚本：チャーリー・ピータース
- 撮影：マーク・ポンテコルヴォ
- 音楽：マーク・アイシャム
- 衣装：ダグ・ホール
- 編集：ハンフリー・ディクソン